# 汉斯·厄贝里
汉斯·厄贝里（瑞典語：Hans Öberg，1926年11月21日—2009年3月9日），瑞典男子冰球运动员。他曾代表瑞典参加1952年和1956年冬季奥林匹克运动会冰球比赛，其中1952年冬季奥运会获得一枚铜牌。